# Federación Argentina de Jóvenes Empresarios
La Federación Argentina de Jóvenes Empresarios es una rama de la Confederación Argentina de la Mediana Empresa que agrupa jóvenes empresarios, cuya edad está comprendida entre los 18 y los 45 años.
Agrupa aproximadamente 145 cámaras empresarias de la República Argentina, y realiza diversas actividades, de las cuales las más importantes son los eventos Emprender, organizados en todas las provincias de ese país; capacitaciones para la gestión y creación de pequeñas y medianas empresas; encuentros de negocios, misiones comerciales y exposiciones de PyME.